# Микитюк Олександр Миколайович
Олександр Миколайович Микитюк (5 березня 1948, с. Рихальське Ємільчинський район Житомирська область — 24 жовтня 2016, Харків) — український біолог, педагог. Кандидат біологічних наук, доктор педагогічних наук, професор, проректор з наукової роботи ХНПУ імені Г. С. Сковороди (1986–2013),  академік Міжнародної кадрової академії та Міжнародної академії наук екології і безпеки життєдіяльності, Відмінник освіти України, Заслужений працівник народної освіти України, почесний громадянин Ємільчинського району.

## Життєпис
Олександр Миколайович народився 5 березня 1948 року в с. Рихальське Ємільчинського району Житомирської області.
- У 1966 р. — закінчив з золотою медаллю Рихальську середню школу;
- У 1971 р. — закінчив Харківський державний педагогічний інституту імені Г. C. Сковороди (природничий факультет ХДПІ, нині — Харківський національний педагогічний університет імені Григорія Сковороди, ХНПУ), отримав диплом учителя біології та хімії;
- 1976 р. — закінчив аспірантуру при кафедрі анатомії і фізіології ХДПІ імені Г. С. Сковороди (нині — Харківський національний педагогічний університет імені Григорія Сковороди);
- 1984 р. — захистив кандидатську дисертацію в Інституті зоології АН УРСР;
- 1986 р. — присвоєно вчене звання доцента;
- Із 1986 по 2013 рр. обіймав посаду проректора з наукової роботи ХНПУ імені Г. С. Сковороди;[1]
- З липня 1990 р. по 2015 р. — очолює кафедру анатомії і фізіології ХДПІ імені Г. С. Сковороди (нині — Харківський національний педагогічний університет імені Григорія Сковороди);
- 1991 р. –  присвоєне вчене звання професора;
- У 2004 р. — захистив докторську дисертацію в Інституті педагогіки АПН України.

Разом із дружиною (Микитюк Марія Василівна) виховали двох синів: Микитюк С. О. та Микитюк В. О., які на сьогоднішній день продовжують справу батька, працюючи викладачами у ХНПУ імені Г. С. Сковороди.
Участь у роботі спеціалізованих учених рад
- член спеціалізованої вченої ради в ХНПУ імені Г. С. Сковороди;[2]
- Дипломант обласного конкурсу «Вища школа Харківщини — Академік Міжнародної кадрової академії та Міжнародної академії наук екології і безпеки життєдіяльності кращі імена».

## Наукова діяльність
Основні напрями наукових досліджень О. М. Микитюка в галузі біології та педагогіки. Сприяв підготовці і становленню молодих учених — кандидатів біологічних та педагогічних наук. Під його керівництвом підготовлено трьох докторів наук, 10 кандидатів наук.
Автор понад 400 наукових праць, серед яких — монографії, підручник, навчальні посібники, зокрема:
- «Екологія людини», підручник для студентів вищих навчальних закладів (у співавторстві);
- «Становлення та розвиток науково-дослідної роботи у вищих педагогічних закладах України», монографія;
- «Екологія людини. Українсько-російський тлумачний словник» (у співавторстві);
- «Порівняльна анатомія хребетних», підручник для студентів вищих навчальних закладів (у співавторстві);
- «Лекції з педагогіки вищої школи. Історія педагогіки», навчальний посібник (у співавторстві).

## Основні відзнаки та нагороди
- Удостоєний почесного звання Заслужений працівник народної освіти України (1992).
- Нагороджений орденом «За розбудову України».
- Медаль А. С. Макаренка.
- Знаками «Відмінник освіти України», «За наукові досягнення» (2005).
- Почесний громадянин Ємільчинського району (від серпня 2000 р.).